# Vadugapatti (Theni)
Vadugapatti es una ciudad y nagar Panchayat situada en el distrito de Theni en el estado de Tamil Nadu (India). Su población es de 13204 habitantes (2011).

## Demografía
Según el censo de 2011 la población de Vadugapatti era de 13204 habitantes, de los cuales 6718 eran hombres y 6486 eran mujeres. Vadugapatti tiene una tasa media de alfabetización del 83,73%, superior a la media estatal del 80,09%: la alfabetización masculina es del 91,40%, y la alfabetización femenina del 75,83%.